# إدوارد ديني بيكون
السير إدوارد ديني بيكون (KCVO) (29 أغسطس 1860 - 5 يونيو 1938)، الحاصل على وسام الملكي البريطاني الفيكتوري من هواة جمع الطوابع البريطانيين الذين ساعدوا في توسيع وتكوين المجموعات التي يمتلكها هواة الجمع الأثرياء في عصرهِ، وأصبح أمينًا لمجموعة طوابع البريد الملكية بين عامي 1913 و1938.

## نشأته
كان إدوارد بيكون ابنًا لمنتج شعير في لندن، وعمل في مصنع والدهِ حتى إغلاقه في عام 1895.

## هواية جمع الطوابع
بعد عام 1895، قرر أن يتفرغ لهواية جمع الطوابع البريدية. كانت مجموعته البريدية الرئيسية تتألف من الطوابع اليابانية (التي اشتراها لاحقًا فيليب فون فيراري) والقرطاسية البريدية (التي امتلكها لاحقًا توماس تابلينج).
انضم إلى جمعية هواة جمع الطوابع البريدية في لندن عام 1880، حيث شغل جميع المناصب الرئيسية. وانتُخب رئيسًا عام 1917.
كان معروفًا بمساعدة بعض هواة جمع الطوابع البريطانيين في إدارة مقتنياتهم الطوابعية. كان أولهم توماس كاي تابلينج؛ فعندما أوصى تابلينج بإهداء مجموعتهِ للمتحف البريطاني، قام بيكون بتركيب المجموعة وكتابة وصفها، وهي مهمة قام بها لعرضها في معرض في فبراير 1897، بعد وفاة تابلينج عام 1891. بعد ذلك، أدار مجموعة هنري جيه. دوفين، ونشر في عام 1911 فهرس مكتبة كروفورد. في عام 1907، كان بيكون أول رئيس لجمعية الأدب الطوابعي. وكان بيكون أيضًا عضوًا في الجمعية المالية للطوابع.

## مجموعة الطوابع الملكية
بعد أسبوع من وفاة جون ألكسندر تيلارد، "جامع الطوابع للملك"، في سبتمبر 1913، دُعي بيكون من قِبل الملك جورج الخامس ليكون أمينًا على المجموعة الملكية لهواة جمع الطوابع. قبِل الدعوة، وكان يسافر من مقر إقامته في كرويدون إلى قصر باكنغهام مرتين أو ثلاث مرات أسبوعيًا حتى وفاتهِ للعمل على المجموعة، وشراء الطوابع، واستلام المواد من مكاتب البريد في المملكة المتحدة، والمستعمرات البريطانية، ولتركيب كل هذا في ألبومات طوابع حمراء موحدة، بينما لم يجمع تيلارد الطوابع ويركبها إلا عندما كان الملك يُعِدّ لمعرض في الجمعية الملكية لهواة جمع الطوابع بلندن. مع ذلك، انتقد جون ويلسون، أمين المجموعة بعد وفاة بيكون، طريقة إضافة بيكون لمفصلات طوابع جديدة دون إزالة المفصلات القديمة.
بينما عزل الصمم بيكون عن بقية أعضاء البلاط الملكي، فقد نجح وحدهُ في موازنة ميزانية المجموعة عندما اشترى الملك قطعة أرض، وفي تنظيم كل مشروع ومقال وطابع بريدي صادر. خلال الحرب العالمية الأولى، صرفت جلسة غرفة الطوابع، الواقعة داخل قصر باكنغهام، انتباه الملك عن شؤون الدولة والحرب، وجعلتهُ يعتبر أمين المجموعة صديقًا لهُ مثل سابقهِ تيلارد.
بعد وفاة جورج الخامس في يناير 1936، واصل بيكون مهامه على مجموعة أصبحت جزءًا من التراث الملكي. حتى مع أن الملكين إدوارد الثامن وجورج السادس كانا أقل حماسًا لهواية جمع الطوابع من والدهما، فقد حرصا على استمرار جميع السلطات البريدية البريطانية والاستعمارية في إرسال المواد الطوابعية إلى أمين الطوابع. إلا أن إدوارد الثامن أمر بأن تكون المجموعة مكتفية ذاتيًا ماليًا، من خلال بيع طوابع مكررة. في يوليو 1936، مُنح بيكون تصريحًا ببيع طابعين بقيمة 500 دولار أمريكي لمستعمرات المضيق، يحملان صورة الملك إدوارد السابع، مقابل 1000 جنيه إسترليني.
في أبريل 1938، أعلن بيكون للملك تقاعده في الأول من سبتمبر التالي. واختير جون ويلسون سريعًا لأنه، بصفته رئيسًا للجمعية الملكية لهواة جمع الطوابع في لندن ورئيسًا للجنة الخبراء فيها، كان على دراية جيدة بالمجموعة الملكية. إلا أن بيكون توفي بسبب الإنفلونزا في يونيو 1938. ومن عام 1904 حتى وفاته، عاش في كرويدون، متنقلًا إلى عملهِ في قصر باكنغهام.

## الألقاب والجوائز
في عام 1917، مُنح بيكون رتبة عضو في وسام فيكتوريا الملكي، ثم قائدًا في عام 1922، ثم فارسًا في عام 1932.
في عام 1906، حصل على أول ميدالية ليندنبرغ من نادي هواة جمع الطوابع في برلين، وكان من أوائل الموقعين على قائمة هواة جمع الطوابع المتميزين مع الملك جورج الخامس.

## المنشورات
- Saint Vincent: With Notes and Publisher's Prices. Co-Author: Francis H. Napier. London: Stanley Gibbons, 1895.
- The Stamps of Barbados, with a history and description of the star-watermarked papers of Messrs. Perkins Bacon and Co., etc. Co-Author: Francis H. Napier. London: Stanley Gibbons, 1896.
- The Stamp Collector: A treatise on the issue and collecting of the postage stamps of all nations their art, history, and market value, with fascimiles of rare stamps principally from the Tapling collection in the British museum. Co-Author: W.J. Hardy. London: G. Redway, 1898
- Reprints of Postal Adhesive Stamps and Their Characteristics. London: Stanley Gibbons, 1899. (Republished by Lowell Ragatz in 1954 as Reprints of 19th century postal adhesive stamps and their characteristics.)
- Grenada: to which is prefixed an account of the perforations of the Perkins Bacon printed stamps of the British Colonies. Co-Author: Francis H. Napier. London: Stanley Gibbons, 1902.
- The Postage Stamps of the Turks Islands. London: Stanley Gibbons, 1917.
- The Line Engraved Postage Stamps of Great Britain Printed by Perkins, Bacon and Co. Two volumes. London: Chas. Nissen & Co. Ltd., 1920. (Awarded the Crawford Medal in 1921.) Vol. 1, Electronic version here.
- The Essays, Proofs and Reprints of the First Issued Stamps of British India of 1854–55. Lahore: Philatelic Society of India, 1922
- The Stamps of the Electric Telegraph Company (Great Britain): Issues of 1851–1861. London: Chas. Nissen & Co. Ltd., 1927.
- The Stamps of the Pacific Steam Navigation Company printed by Messrs. Perkins, Bacon & Co.. London: W. Brendon & Son, 1928?
- Catalogue of Lord Crawford's philatelic library :
  - Bibliotheca Lindesiana. Vol. VII: A Bibliography of the Writings General, Special and Periodical Forming the Literature of Philately. Aberdeen: Aberdeen University Press, 1911. 462p. 200 copies were printed for libraries and bibliophiles.
  - Reprinted as The Catalogue of the Philatelic Library of the Earl of Crawford, K.T. London: Philatelic Literature Society, 1911. 300 books printed.
  - A supplement was published in 1926 (68p.), then an eight-page addenda in The London Philatelist in 1938.
  - Catalogue of the Crawford Library of philatelic literature at the British Library. Fishkill, N.Y.: Printer's Stone in association with the British Library, 1991 (ردمك 0-941480-10-0), 560 pages.

## روابط خارجية
- أعمال أو نبذة عن إدوارد ديني بيكون على أرشيف الإنترنت
- Biography at Who Was Who in British Philately.
- Biography سيرة ذاتية موجودة في قاعة المشاهير التابعة للجمعية الأمريكية لهواة جمع الطوابع، وهي تكريم تم منحه بعد وفاته في عام 1972.
- Youtube film by Jack Shamash on Bacon's home